# التعارض وشروطه
ذكر بعض الأصوليين من الحنفية والبيضاوي من الشافعية هذا المبحث قبل الكلام عن الاجتهاد والتقليد وبعد مباحث الأدلة وذلك لما له من صلة وثيقة بالأدلة.
أما جمهور المالكية والشافعية والحنابلة أدرجوه بعد الاجتهاد لأن هذا المبحث لا يلجه إلا من كان حاذقا مجتهدا فيه، وهذا المسلك أقرب لأن التعارض يظهر في وجهة نظر المجتهد لا في الواقع، إذ لو تصدر غير المجتهد في ترجيح النصوص ما عرف المتناقض من غيره فيكون كالمتيمم مع وجود الماء. فهذا الموضوع مما يتوقف عليه الاجتهاد توقف الشئ على جزئه أو شرطه.

## في التعريف بالعنوان

### الشرط
لغة: (شرط) الشين والراء والطاء أصلٌ يدلُّ على عَلَمٍ وعلامة.
اصطلاحا: ما يلزم من عدمه العدم ولا يلزم من وجوده الوجود.

### التناقض
لغة: التقابل والتمانع.
اصطلاحا: تقابل الدليلين على سبيل الممانعة، وذلك إذا كان أحد الدليلين يدل على خلاف ما يدل عليه الآخر.

## شروط التناقض
ذكر بعضُ الأصوليين شروطاً للتعارُض، استفادها مما يذكره المناطقة في شروط التناقُض وهي كالتالي:

### الشرط الأول
1 ـ…التساوي في الثبوت، فلا تعارُضَ بين الكتاب وخبر الواحد، إلا من حيث الدلالة، بل يقدم الكتاب. فلا تعارض بين القطعي والظني، وعند الأحناف أن خبر الآحاد لا يصلح ناسخًا للقرآن عند الأكثر، فلو كان الخاص خبر آحاد متأخرا لم يجز العمل به عندهم؛ لأنه لا يصلح مخصصًا ولا ناسخًا.
وذهب جماهير العلماء إلى أن القياس والإجماع لا ينسخ نصًا من القرآن أو السنة، أما نسخُ القرآن بالسنة الآحادية فالجمهور على منعه، وقد نقل إمامُ الحرمين الإجماعَ على ذلك، فقال: «أجمع العلماء على أن الثابتَ قطعاً لا ينسخُه مظنونٌ؛ فالقرآنُ لا ينسخُه الخبرُ المنقولُ آحاداً، والسنة المتواترة لا ينسخها ما نقله غير مقطوع به». ومثال ذلك حديث النبي صَلَّى اللَّهُ عَلَيْهِ وَسَلَّمَ «مَنْ نَامَ عَنْ صَلاةٍ أَوْ نَسِيَهَا فَلْيُصَلِّهَا إذَا ذَكَرَهَا» وقوله «لا صلاة بعد صلاة العصر حتى تغرب الشمس، ولا صلاة بعد صلاة الفجر حتى تطلع الشمس».

### الشرط الثاني
2 ـ…التساوي في القوَّة، فلا تعارُضَ بين النصّ والظاهر، بل يُقدَّمُ النصُّ. بِالِاتِّفَاقِ، كَذَا نَقَلَهُ إمَامُ الْحَرَمَيْنِ وَغَيْرُهُ، لَكِنْ قَالَ ابْنُ كَجٍّ فِي كِتَابِهِ: "إذَا وَرَدَ خَبَرَانِ أَحَدُهُمَا مُتَوَاتِرٌ وَالْآخَرُ آحَادٌ، أَوْ آيَةٌ وَخَبَرٌ، وَلَمْ يُمْكِنْ اسْتِعْمَالُهُمَا، وَكَانَا يُوجِبَانِ الْعَمَلَ، فَيُحْتَمَلُ أَنْ يُقَالَ: يَتَعَارَضَانِ وَيَرْجِعُ إلَى غَيْرِهِمَا لِاسْتِوَائِهِمَا فِي لُزُومِ الْحُجَّةِ لَوْ انْفَرَدَ كُلٌّ مِنْهُمَا، فَلَمْ يَكُنْ لِأَحَدِهِمَا مَزِيَّةٌ عَلَى الْآخَرِ وَحَكَى إمَامُ الْحَرَمَيْنِ فِي تَعَارُضِ الظَّاهِرِ مِنْ الْكِتَابِ وَالسُّنَّةِ مَذَاهِبَ: أَحَدُهَا: يُقَدَّمُ الْكِتَابُ لِخَبَرِ مُعَاذٍ وَالثَّانِي: يُقَدَّمُ السُّنَّةُ، لِأَنَّهَا الْمُفَسِّرَةُ لِلْكِتَابِ وَالْمُبَيِّنَةُ لَهُ وَالثَّالِثُ: التَّعَارُضُ وَصَحَّحَهُ وَاحْتَجَّ عَلَيْهِ بِالِاتِّفَاقِ السَّابِقِ، وَزَيَّفَ الثَّانِيَ بِأَنَّهُ لَيْسَ الْخِلَافُ فِي السُّنَّةِ الْمُفَسِّرَةِ، بَلْ الْمُعَارِضَةُ وَلِهَذَا نُقِلَ عَنْ أَحْمَدَ أَنَّهُ كَانَ يُقَدِّمُ السُّنَّةَ عَلَى الْكِتَابِ بِطَرِيقِ الْبَيَانِ، كَتَخْصِيصِ الْعُمُومِ وَنَحْوِهِ قَالَ بَعْضُ أَصْحَابِهِ: وَلَيْسَ هَذَا مُخَالِفًا لِمَا حَكَى مِنْ تَقْدِيمِ الْكِتَابِ عَلَى السُّنَّةِ، لِأَنَّهُ دَلَّ الدَّلِيلُ عَلَى كَوْنِهِ بَيَانًا.
فَيُرَجَّحُ بِاعْتِبَارِ ذَلِكَ، لَا بِطَرِيقِ تَرْجِيحِ النَّوْعِ عَلَى النَّوْعِ، وَسَبَقَ فِي بَابِ التَّخْصِيصِ الْخِلَافُ فِي قِيَاسِ نَصٍّ خَاصٍّ إذَا عَارَضَ عُمُومَ نَصٍّ آخَرَ مَذَاهِبُ كَثِيرَةٌ. وذهب الشافعي وبعض أصحابه إلى أن النصين مالم بتفقا في القوة أو أقوى منه فلا نسخ فالقرآنُ يُنسخُ بالقرآن، والسنَّةُ تُنسخُ بالسنَّة بالاتّفاق، والقرآن لا يُنسخُ إلاّ بقرآنٍ مثلِه؛ لأن السنّةَ لا يُمكنُ أنْ تكونَ مثلَ القرآن ولا خيرًا منه. وذهب أكثر الأئمة إلى أن القرآن يمكن أن ينسخ بالسنة المتواترة أو المشهورة، واستدلوا على ذلك بأنه ممكن عقلا وواقع شرعا.و مثال ذلك قول الله عز وجل {قُلْ لا أَجِدُ فِيمَا أُوحِيَ إلَيَّ مُحَرَّمًا عَلَى طَاعِمٍ يَطْعَمُهُ إلاَّ أَنْ يَكُونَ مَيْتَةً أَوْ دَمًا مَسْفُوحًا أَوْ لَحْمَ خِنْزِيرٍ} الآية 145 من الأنعام وقول النبي صَلَّى اللَّهُ عَلَيْهِ وَسَلَّمَ فِي الْبَحْرِ «هُوَ الطَّهُورُ مَاؤُهُ الْحِلُّ مَيْتَتُهُ»

### الشرط الثالث
3 ـ…اتحاد الوقت والمحل والجهة، إماتحادُ الوقت، فلو اختلف، فالمتأخِّرُ مقدَّمٌ مع اتّحادُ المحلّ، فلو اختلف المحلُّ فلا تعارُضَ واتّحادُ الجهة أيضا، فلو اختلفت جهةُ تعلُّق الحكم بالمحكوم عليه، فلا تعارُضَ، مثل النهي عن البيع بعدَ نداء الجمعة الثاني، مع الإذن فيه في غير هذا الوقت. يقول الإمام أبو بكر السرخسي: «أن يكون كل واحد منهما موجبًا على وجه يجوز أن يكون ناسخًا للآخر إذا عرف التاريخ بينهما، ولهذا قلنا: يقع التعارض بين الآيتين، وبين القراءتين، وبين السنتين، وبين الآية والسنة المشهورة، لان كل واحد منهما يجوز أن يكون ناسخا إذا علم التاريخ بينهما».و مثاله وعن نبيشة الهذلى قال: «قال رجل يا رسول الله إنا كنا نعتر عتيرة في الجاهلية في رجب فما تأمرنا قال اذبحوا لله في أي شهر كان وبروا الله عز وجل وأطعموا قال فقال رجل آخر يا رسول الله انا كنا نفرع فرعا في الجاهلية فما تأمرنا قال فقال رسول الله صلى الله عليه وآله وسلم في كل سائمة من الغنم فرع تغذوه غنمك حتى إذا استحمل ذبحته فتصدقت بلحمه على ابن السبيل فان ذلك هو خير» وحديث أبي هريرة رضي الله عنه قال «قال رسول الله صلى الله عليه وسلم لا فرع ولاعتيرة والفرع أول النتاج كان ينتج لهم فيذبحونه والعتيرة في رجب»

### الشرط الرابع
4 ـ…اختلافُ الحكم الثابت بكلِّ من الدليلين، فلا تعارُضَ مع اتّحاد الحكم.
وقد وقع في بعض الكتب اشتراطُ اتّحاد الحكم. فلا امتناع بين الحل والحرمة، والنفي والإثبات في زمانين في محل أو محلين، أو محلين في زمان، أو بجهتين. مثال ذلك ما ورد في حديث ميمونة إباحة الانتفاع بجلود الميتة مطلقًا، وذلك أن النبي صلى الله عليه وسلم مر بميتة، فقال عليه الصلاة والسلام: هلا انتفعتم بجلدها؟ وفي حديث ابن عكيم منع الانتفاع بها مطلقا وذلك أن فيه: أن رسول الله صلى الله عليه وسلم كتب ألا تنتفعوا من الميتة بإهاب، ولا عصب قال: وذلك قبل موته بعام.
وهذه الشروط التي يذكرها بعضُ الأصوليين لو تحقّقت لانسدَّ بابُ الترجيح، وامتنع الجمعُ بين الدليلين، وامتنع القولُ بالنسخ؛ لأن الدليلين إذا تساويا في الثبوت والقوَّة لا يُمكنُ الترجيحُ بينهما، وإذا اتّحدا في المحلّ والزمان والجهة لا يُمكنُ الجمعُ بينهما، ولا القولُ بنسخ أحدهما بالآخَر.
ولهذا فلا بدَّ أنْ نعرفَ أن اصطلاحَ الأصوليين والفقهاء في التعارُض يصدُقُ على التعارُض في الظاهر للمجتهد ولو لم تتحقق فيه تلك الشروط، غير أنه لا بد لحصول التعارض من تقابل دليلين ظنيين، وتقاربهما في القوة عند المجتهد، ولذا قالوا قد يكونُ الدليلان متعارضين في الظاهر ثم يجتهدُ الفقيهُ في الجمع بينهما، أو في تقديم أحدهما على الآخَر، إما لقوَّته أو لكونه ناسخاً له.
ويُؤيّدُ ذلك قولُهم: « لا يكونُ الترجيحُ إلاّ مع وجودِ التعارُض، فحيثُ انتفى التعارُضُ انتفى الترجيحُ ».
وعلى هذا اتفق الجمهور أن التعارُضَ بين الأدلّة إنما هو في الظاهر، أما في واقع الأمر فلا تعارُضَ.